# 汽車との散歩

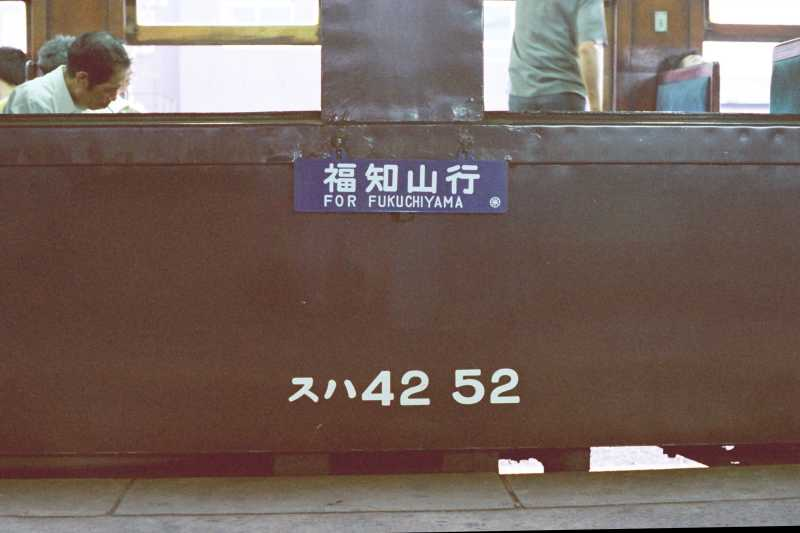
下関駅に停車中の824列車。

『汽車との散歩』（きしゃとのさんぽ）は、紀行作家・宮脇俊三のエッセイ集。1987年に新潮社から刊行された。

## 作品概要
宮脇俊三のエッセイ集である。宮脇の私論から、海外の列車の紀行まで幅広く収録している。また、宮脇の作品には珍しく、宮脇の家族についても触れられている。

## 構成

### はじめに若干の所感
- 鉄道ファンの言い分
- 大改正の時刻表に思う
- 線名恐るべし
- グリーン料金について
- 日本の旅の楽しさ
- 冬の旅の魅力
- 車窓雑感
- 新幹線の車窓は歴史の宝庫
- カメラの功罪
- 阿房列車讃歌

### 軽症重症その他いろいろ
- 国鉄全線完乗を果たして
- 最長片道切符
- 五〇歳以上お断り
- 行先不明
- 寝台車の窓
- 自転車の時刻表
- 駅名標
- ダイヤグラムづくり
- 「富士」の哀れ
- 幻の201列車
- 旅客営業規則第十六条第二項
- 駅名暗記
- 車内販売
- 若さは汽車旅から
- 最長鈍行824列車[注略 2]
- 「りゅうせんけいとつばめ」
- 通勤新線
- 廃線供養
- 孤独な反論
- 駅名と町
- 清水港線
- 駅のない駅
- 一番短いトンネル
- まだ桜は咲いている
- マッチ箱列車
- 島に嫌われるの記
- 一回目と二回目

### 乗ったり化けたり
- 短編小説の傑作──仙山線
- 夕張のストーブ列車──三菱石炭鉱業大夕張鉄道線
- 欧風客車に試乗して
- 早稲田─三ノ輪橋間──都電荒川線
- 東京の地下鉄全線一日乗車
- ニセ駅長の恍惚と不安

### 線路はつづくよ、海越えて
- 鉄道に見るお国柄
- TGV試乗記
- 台湾鉄路千百公里
- 「タルゴ」とタクシー
- タスマニア徒労行
- 輸出用の電車

### 味と宿
- 長崎卓袱料理
- ニューヨークのカツ丼とシドニーの刺身
- 酒との出逢い
- 好きな宿
- 下部温泉
- ケーブルカーのある宿

### 家長の孤独
- 転業始末記
- 守備位置をかわる
- わが家の家族旅行
- 小遣いのやりくり
- 旅のあとさき
- 向い合いの心理
- ドッキリ電話
- 私の曲り角
- 地下鉄と渋谷
- 待つ身
- 旅と歯
- 稚内で別れた靴
- スワローズびいき[注略 3]
- わが子への年賀状
- あとがき

## 書誌情報
新潮社版（単行本）
単行本 新潮社 1987年5月 ISBN 9784103335061
解説：柳原良平「鉄道好きと船好き」
新潮文庫版
新潮文庫 新潮社 1990年6月 ISBN 4101268088
グラフ社版（単行本）
単行本 グラフ社 2007年4月 ISBN 9784766210552
※新潮社文庫版を底本とし、巻末(pp232–235)に実娘・宮脇灯子の解説「時を超えての楽しみ」を収録

ほか、宮脇俊三鉄道紀行全集第六巻にも一部が収録されている。

## 注略
1. ↑  単行本はグラフ社からも刊行されている。
2. ↑  この列車については、旅の終りは個室寝台車にて乗車している。
3. ↑  これは、東京ヤクルトスワローズがもともと「国鉄スワローズ」であったため。